# Volvo Buses
Volvo Buses (Volvo Bus Corporation) je dceřinou společností a obchodní oblastí švédského výrobce vozidel Volvo, který se stal samostatnou divizí v roce 1968. Sídlí v Göteborgu.
Volvo Buses je jedním z největších světových výrobců autobusů s kompletní řadou těžkých autobusů pro přepravu cestujících. Sortiment zahrnuje kompletní autobusy a autokary i podvozky v kombinaci s komplexní nabídkou služeb.
Provoz autobusů má globální zastoupení, s výrobou v Evropě, Severní a Jižní Americe, Asii a Austrálii. V Indii zřídila svůj výrobní závod v Bangalore. Bývalý výrobní závod se nacházel v Irvine ve Skotsku (uzavřen v roce 2000).

## Galerie

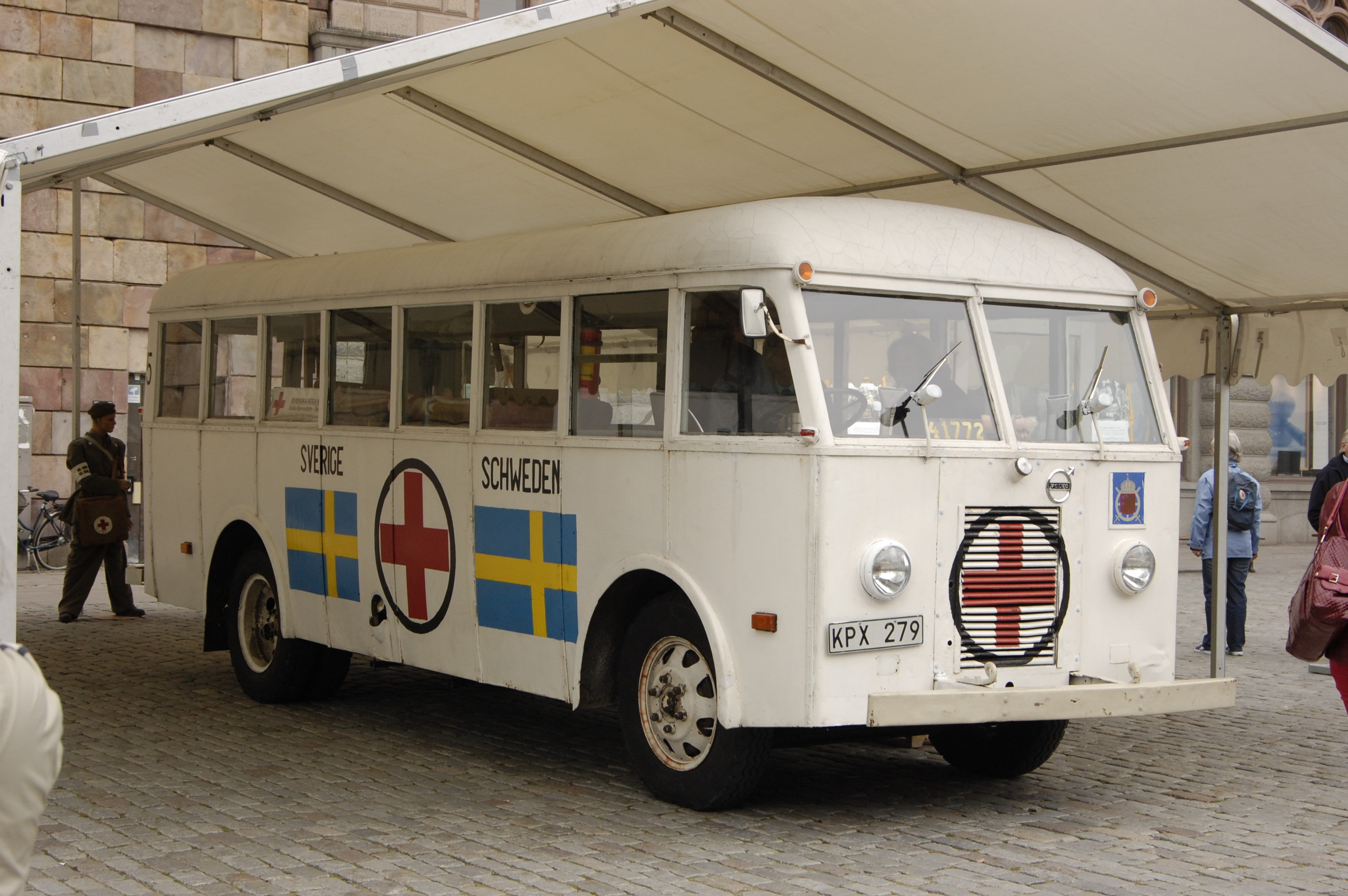
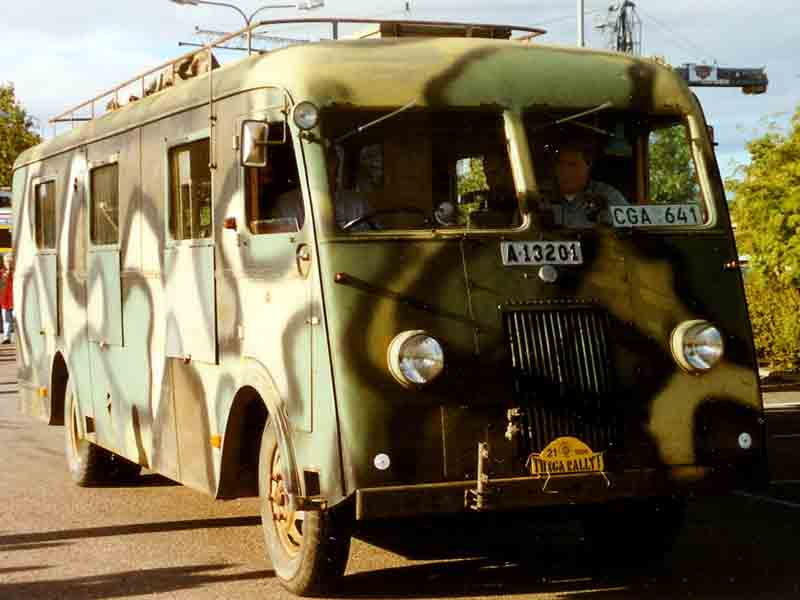
Volvo B12 Bus 1940
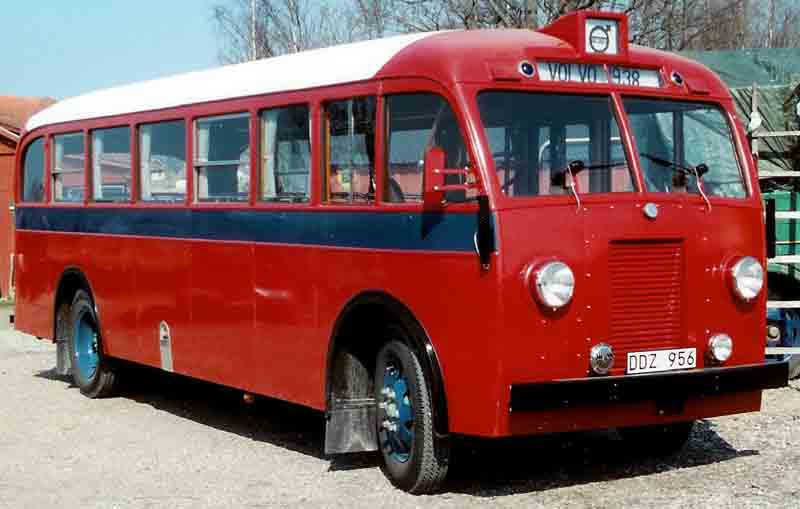
Volvo B10 Bus 1938
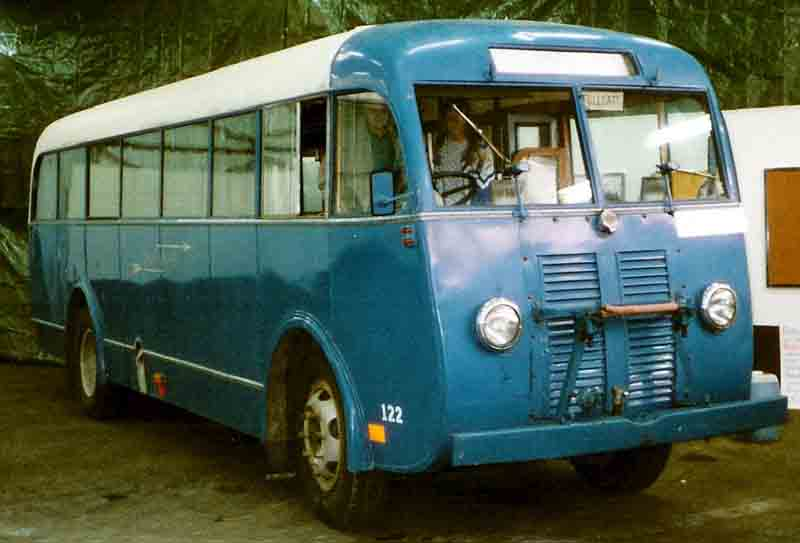
Volvo B512 Bus 1948
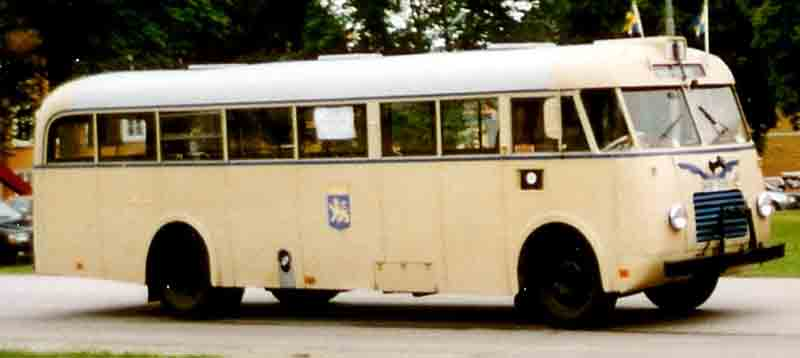
Volvo B513X Bus 1948
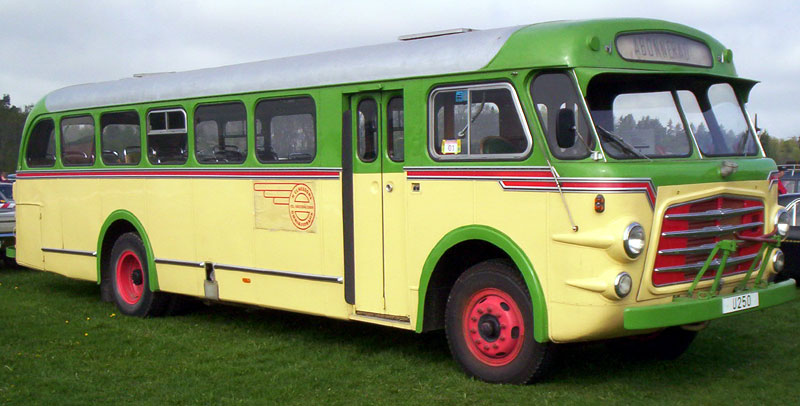
Volvo B617 Bus 1952
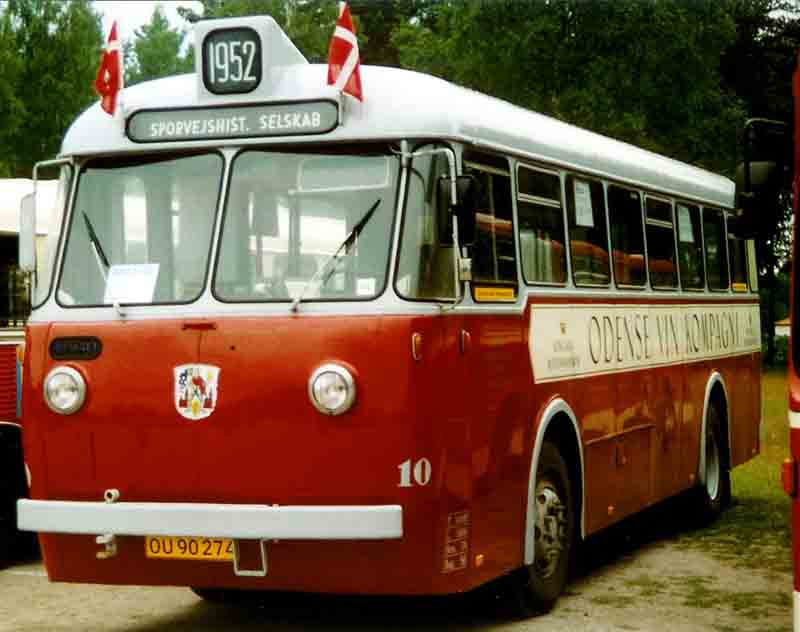
Volvo B655 Bus 1952
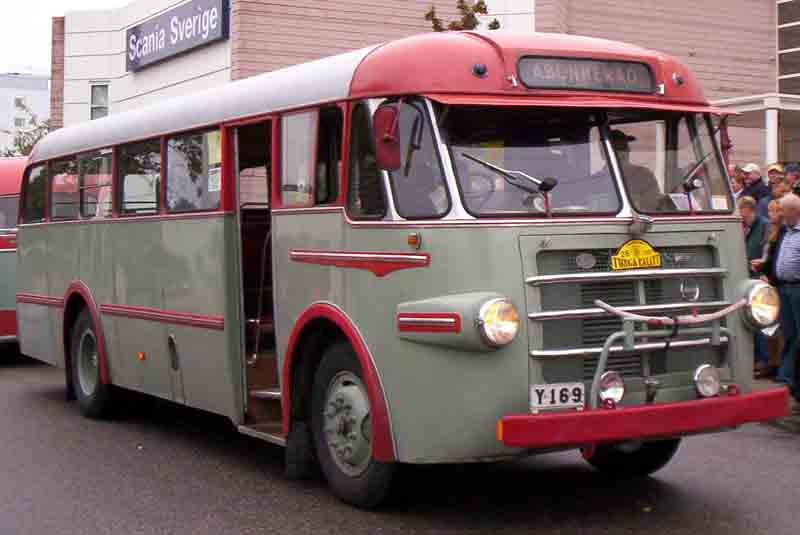
Volvo Bus 1953
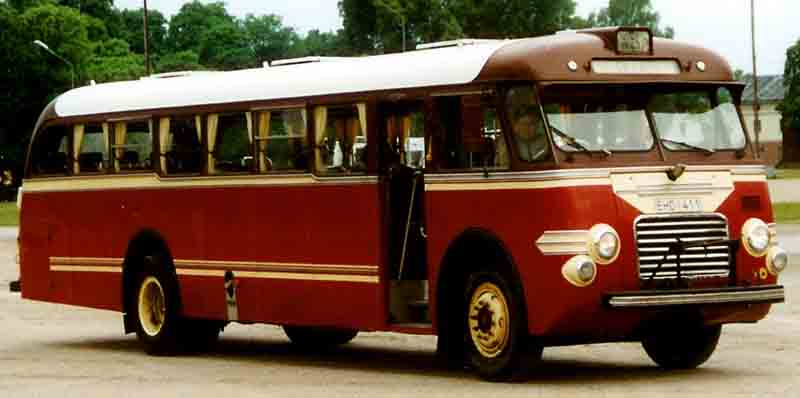
Volvo B638 Bus 1953
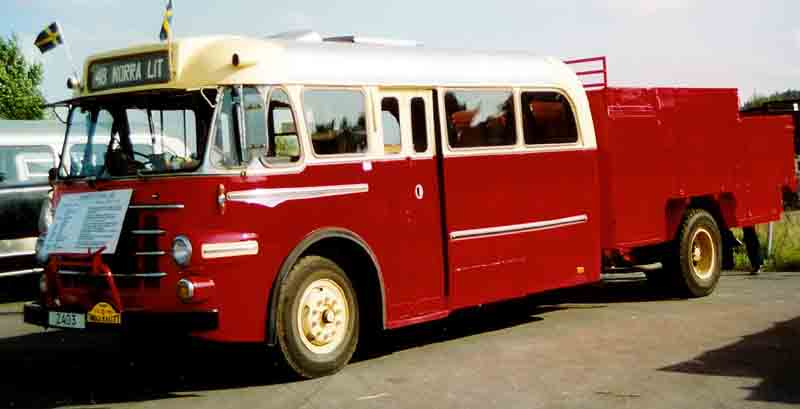
Volvo B727 Bus 1953
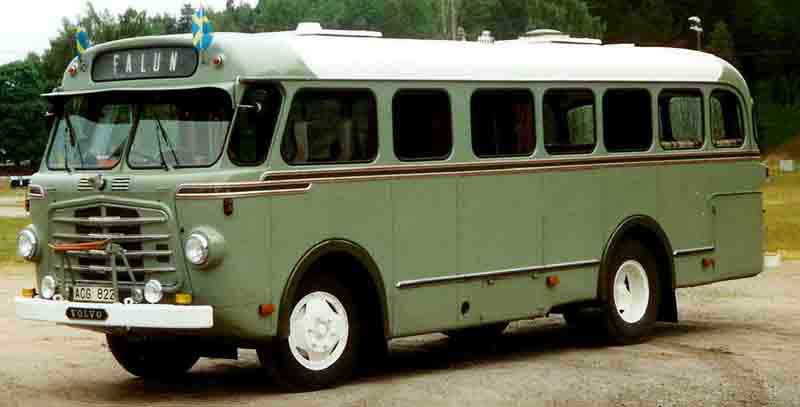
Volvo B70501 Bus 1959
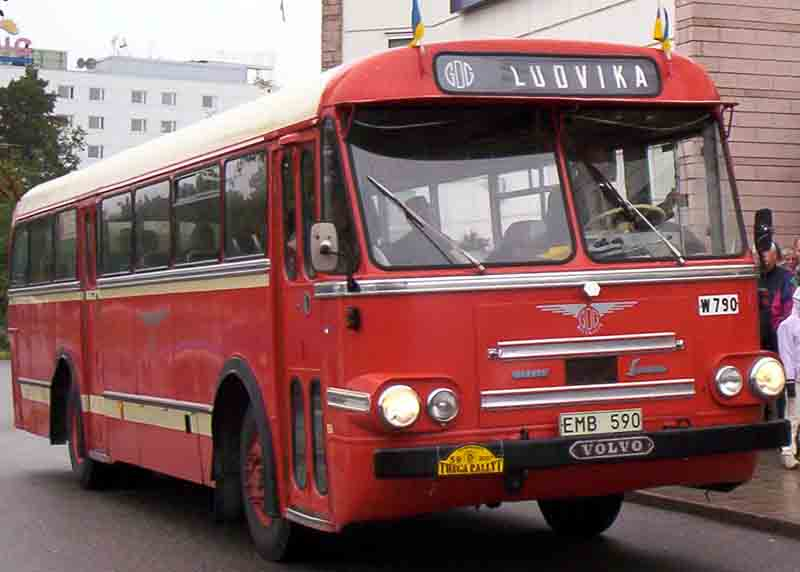
Volvo B655 Bus 1963
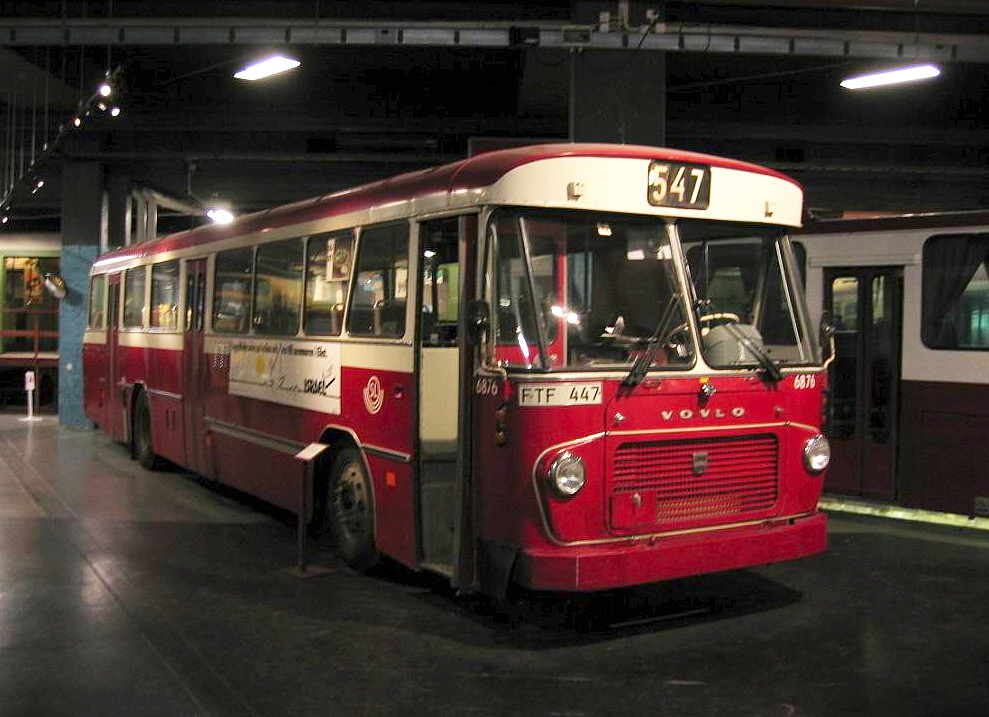
1967 Volvo B58 bus
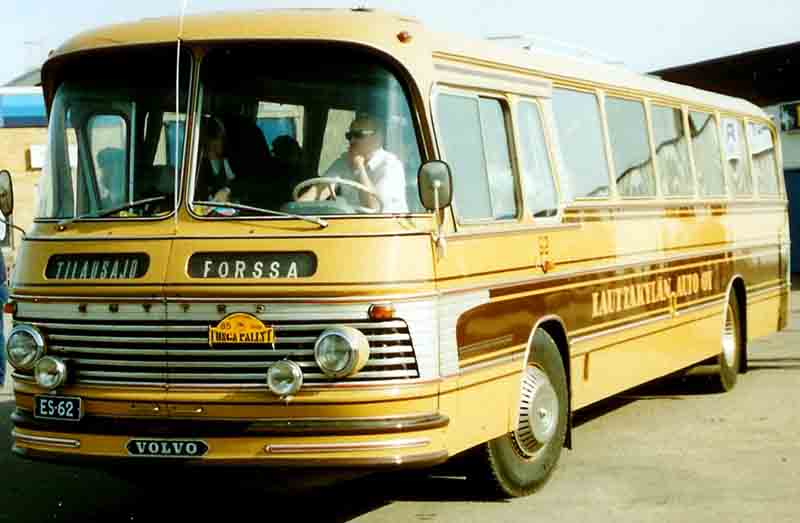
Volvo B58 Bus 1968
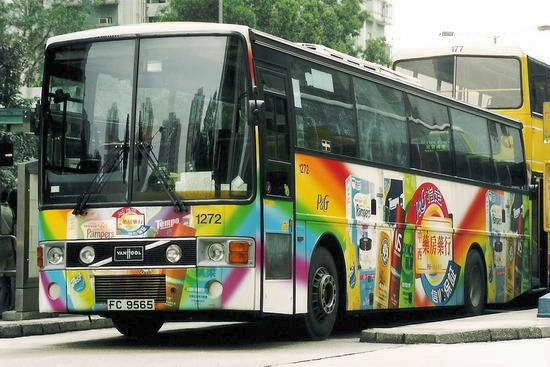
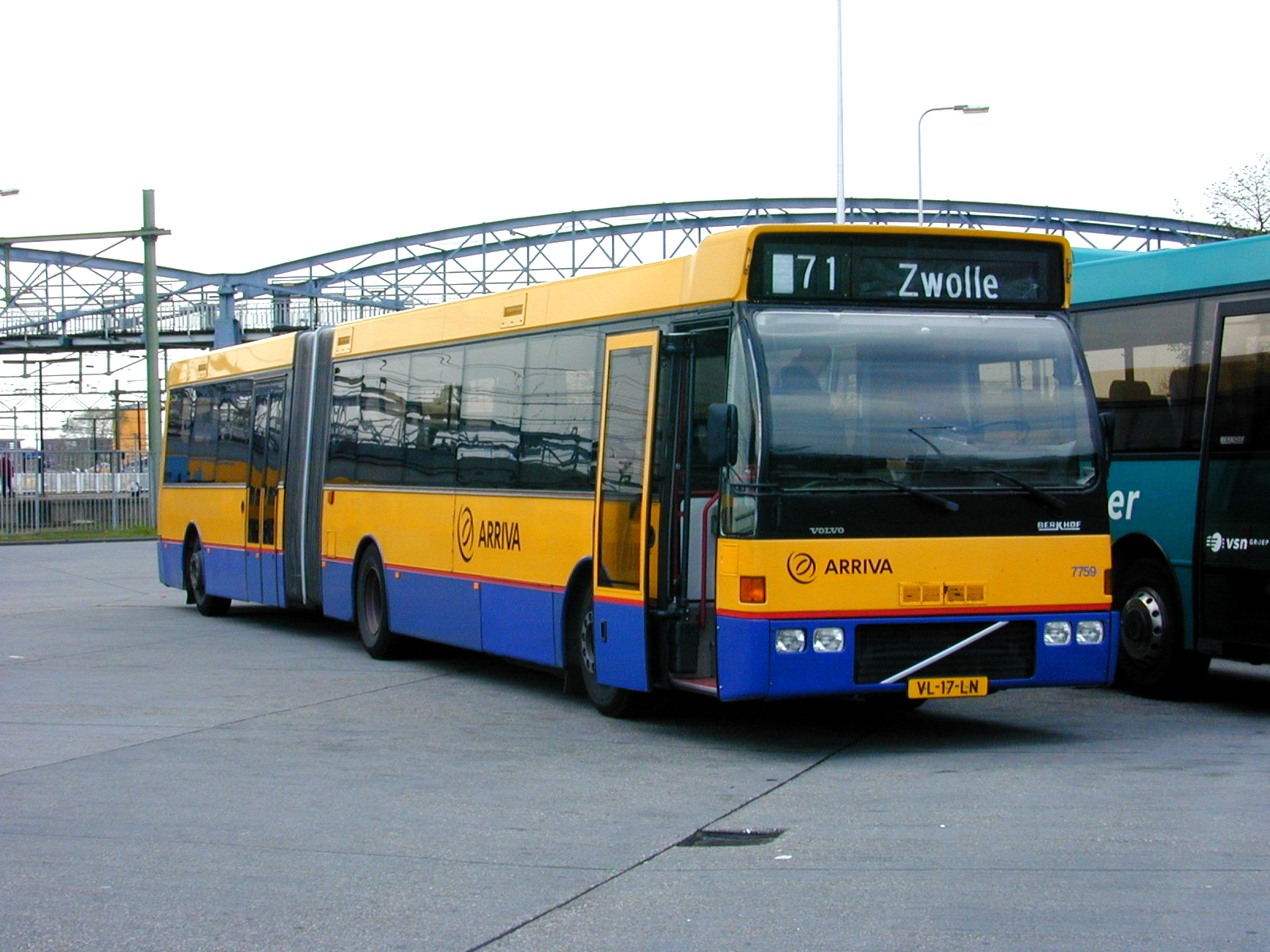
Volvo B10MA, 1985
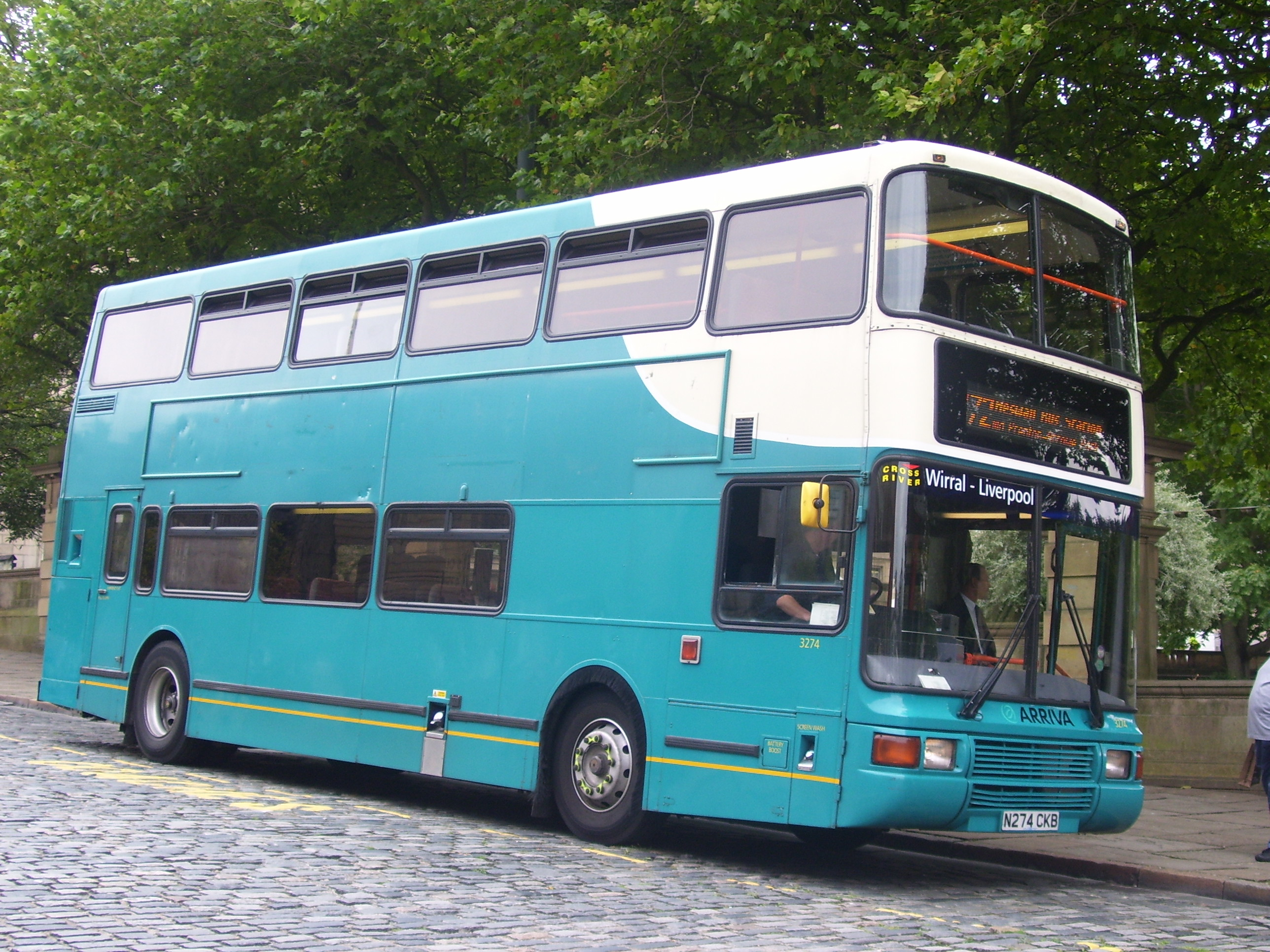
Volvo Olympian 1996
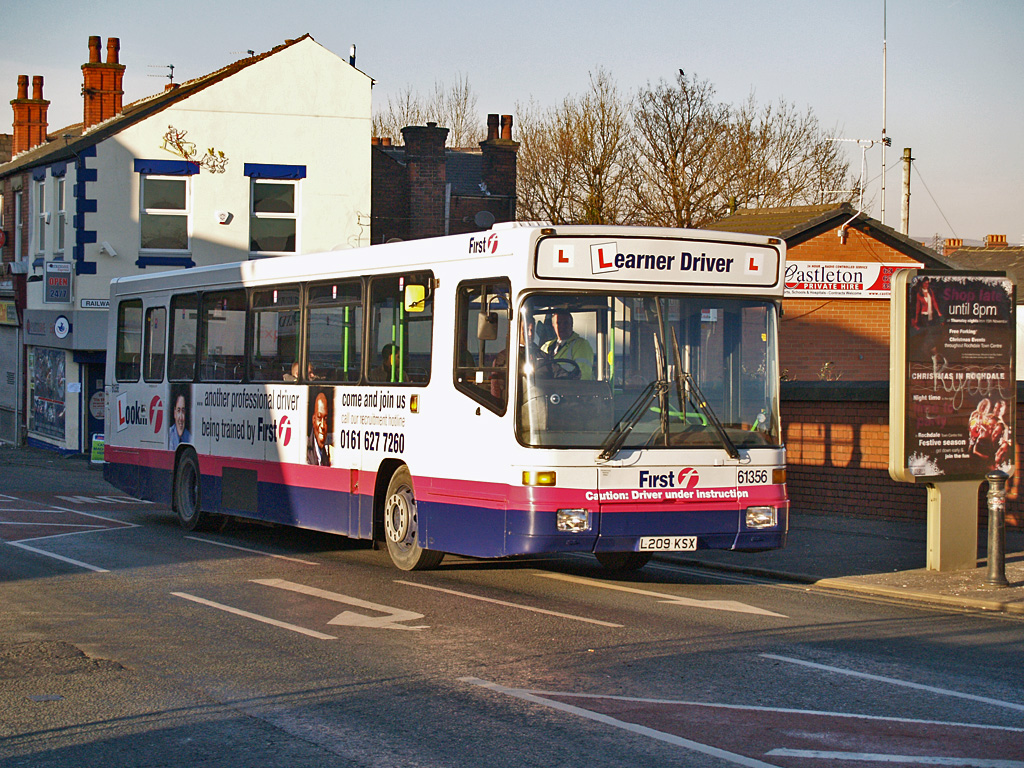
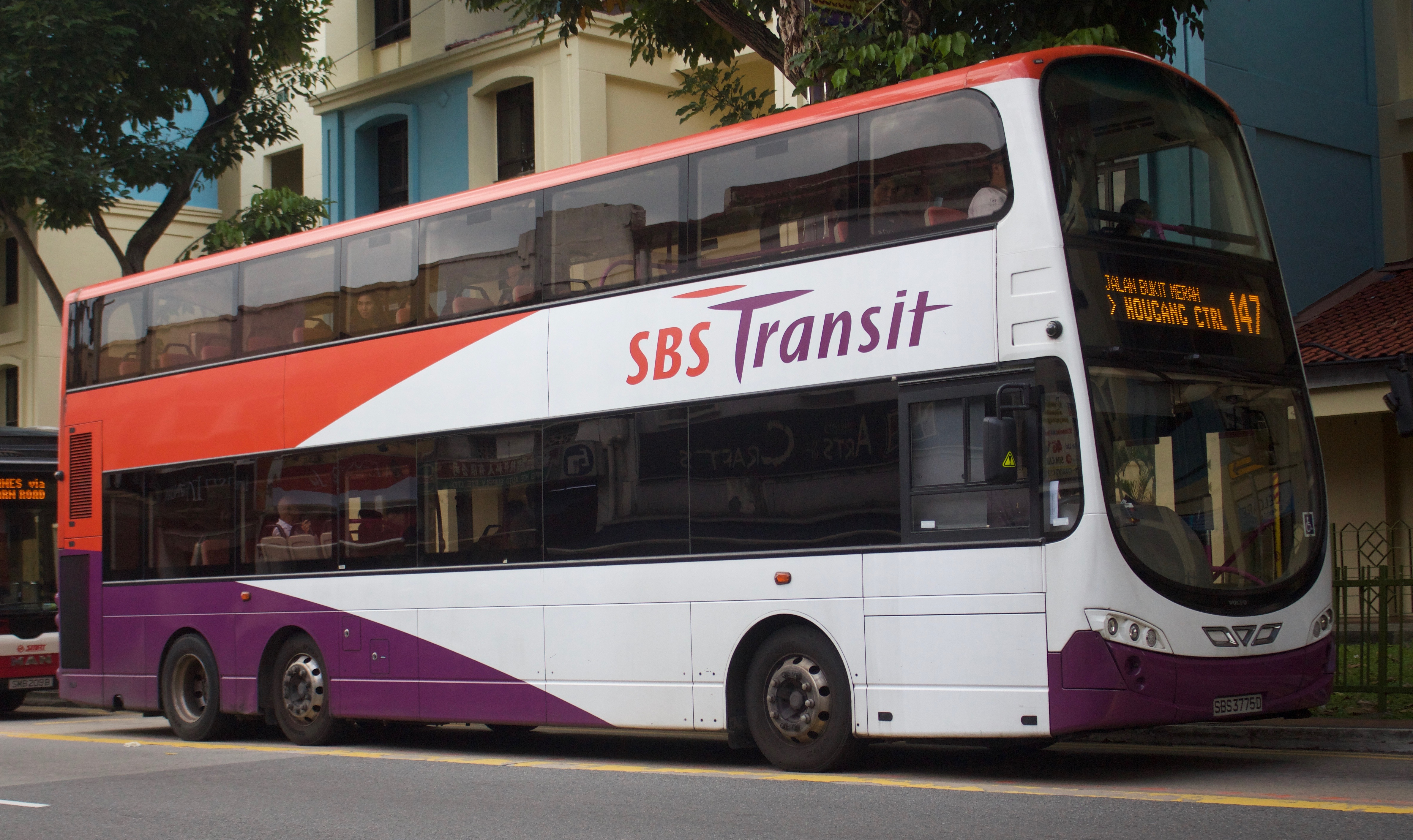
Volvo B9TL, 2013
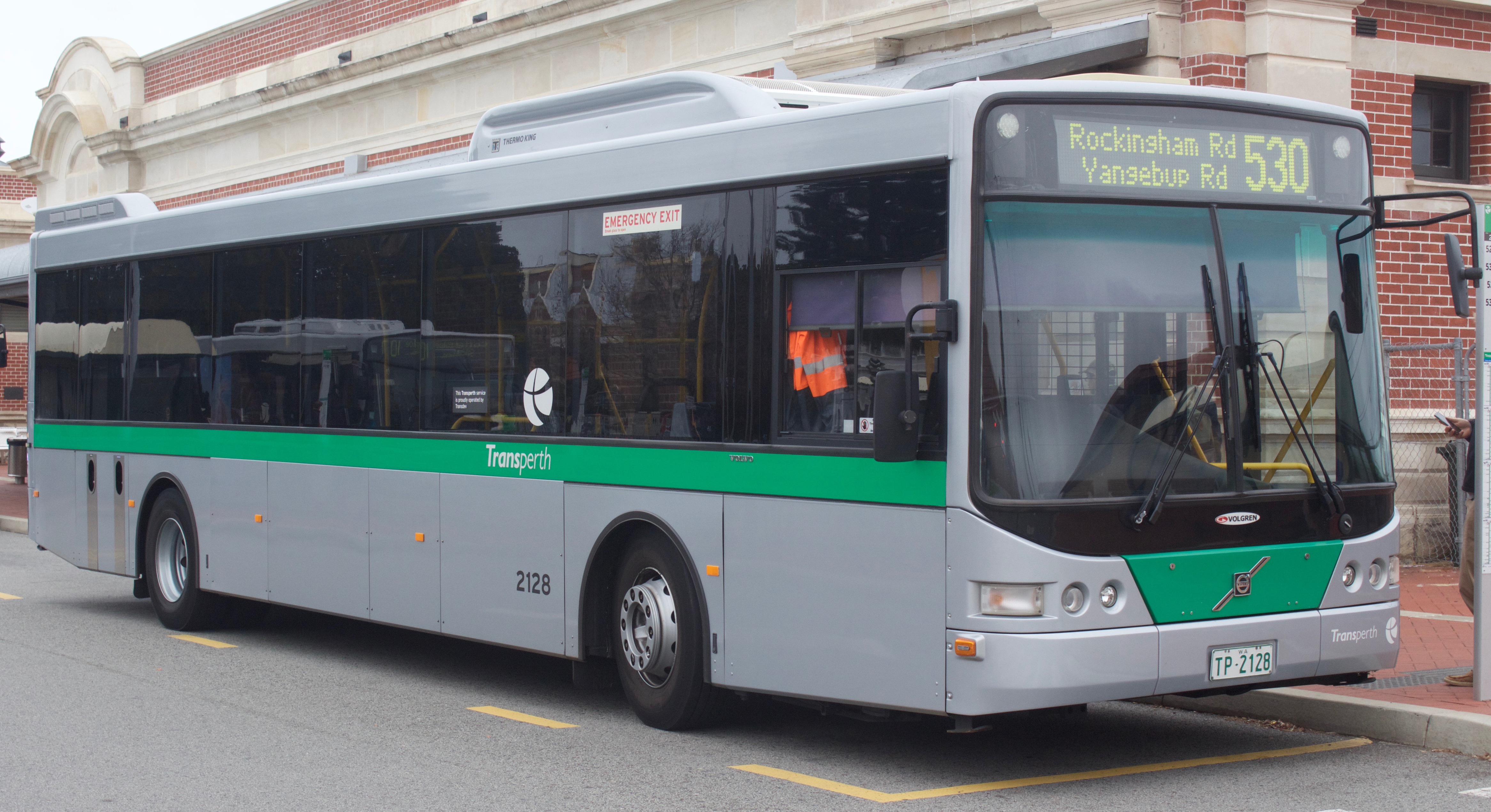
Volvo B7RLE, 2012
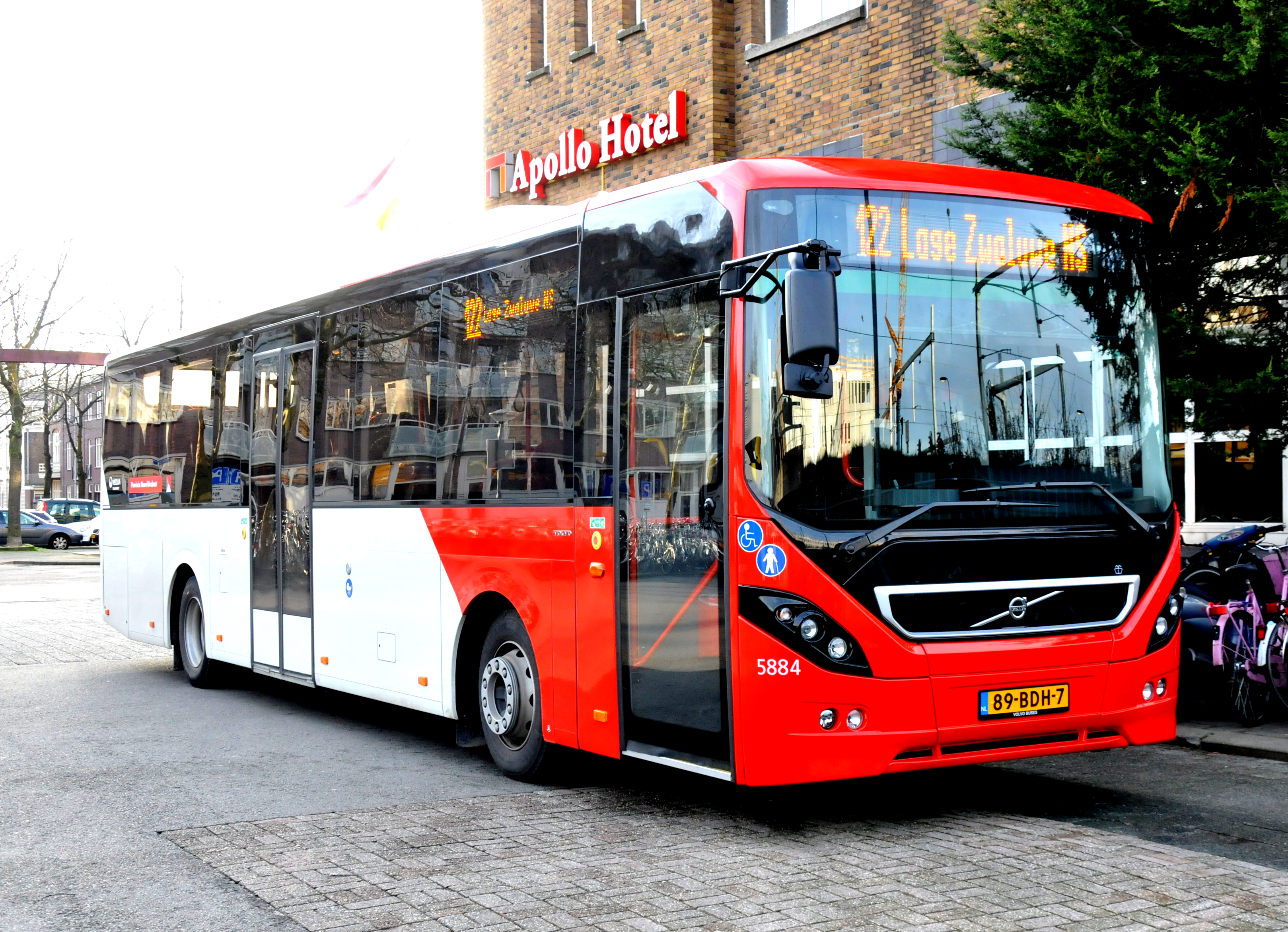
Volvo B8RLE, 2013
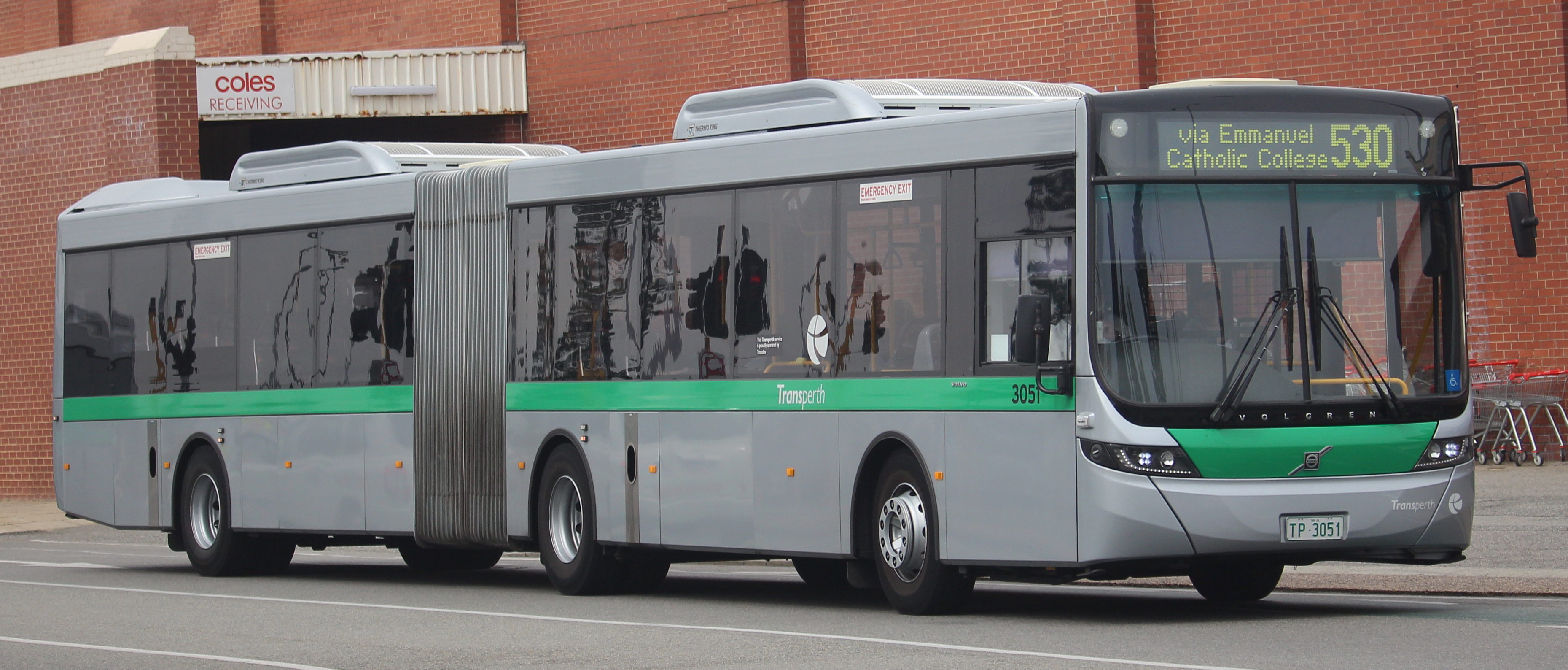
Volvo B8RLEA, 2015
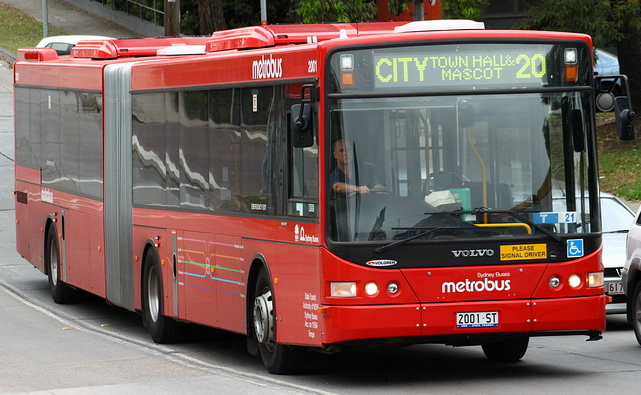
Volvo B12BLEA, 2009
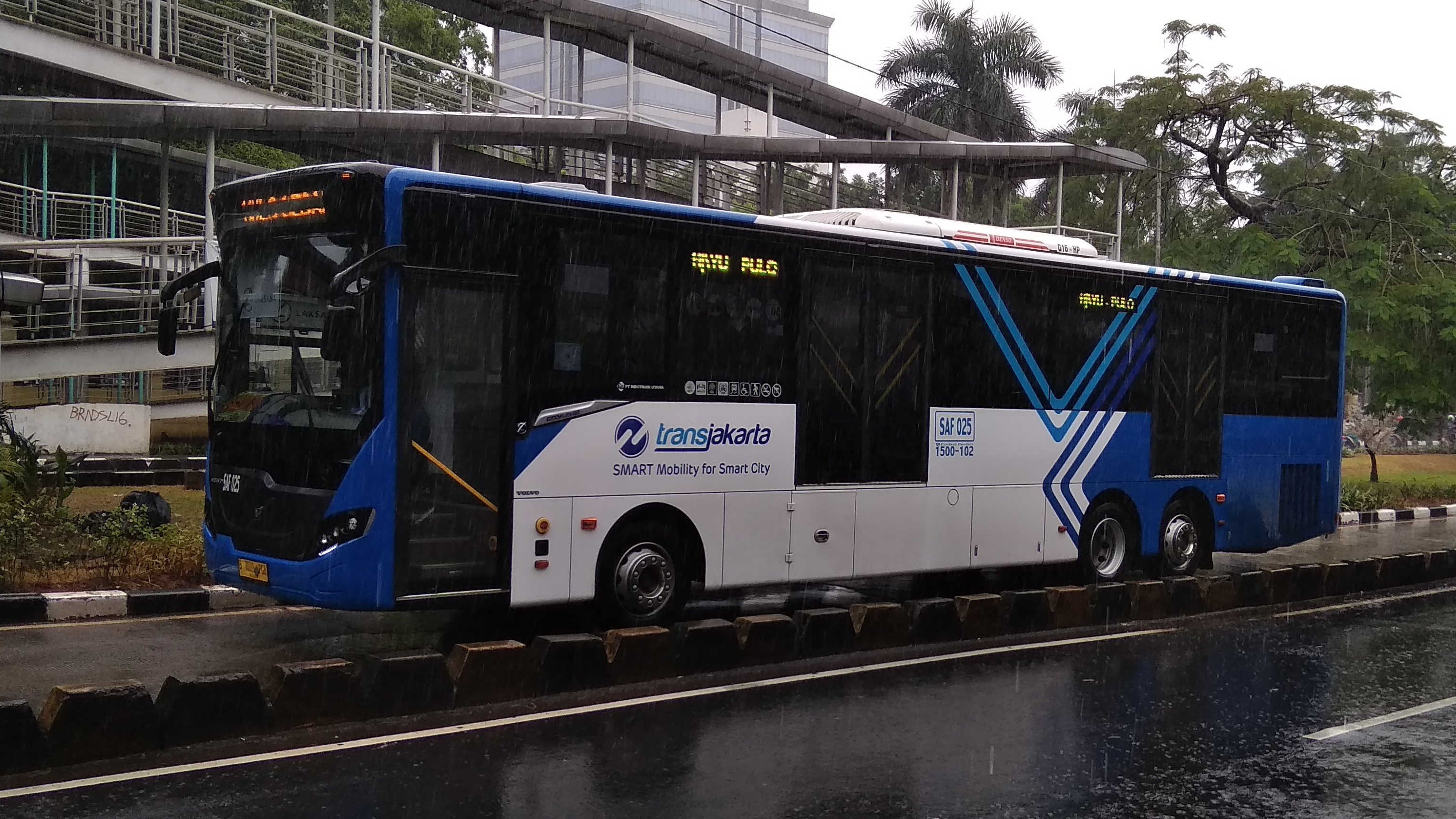
Volvo B11R, 2018
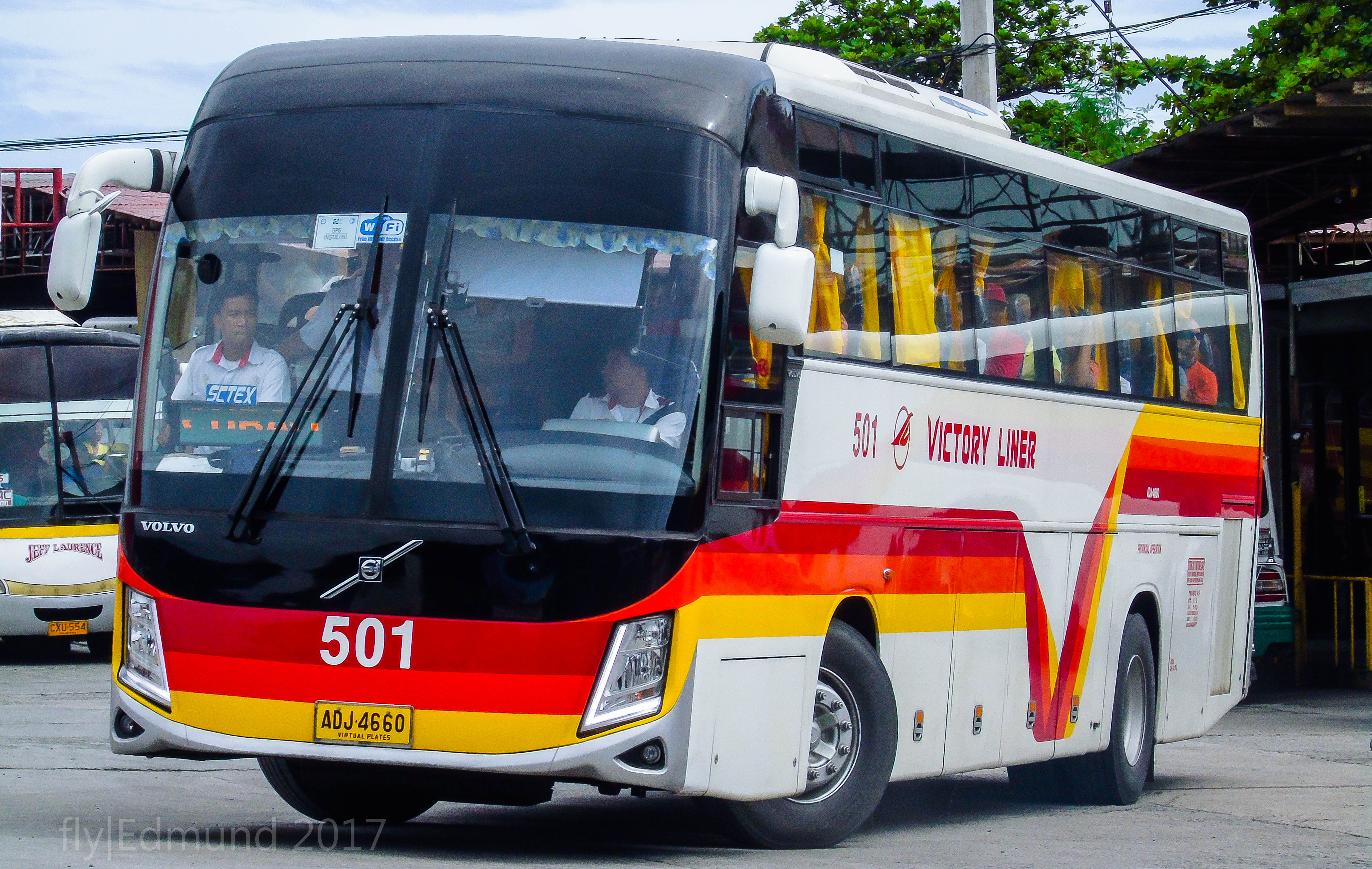
Volvo B7R
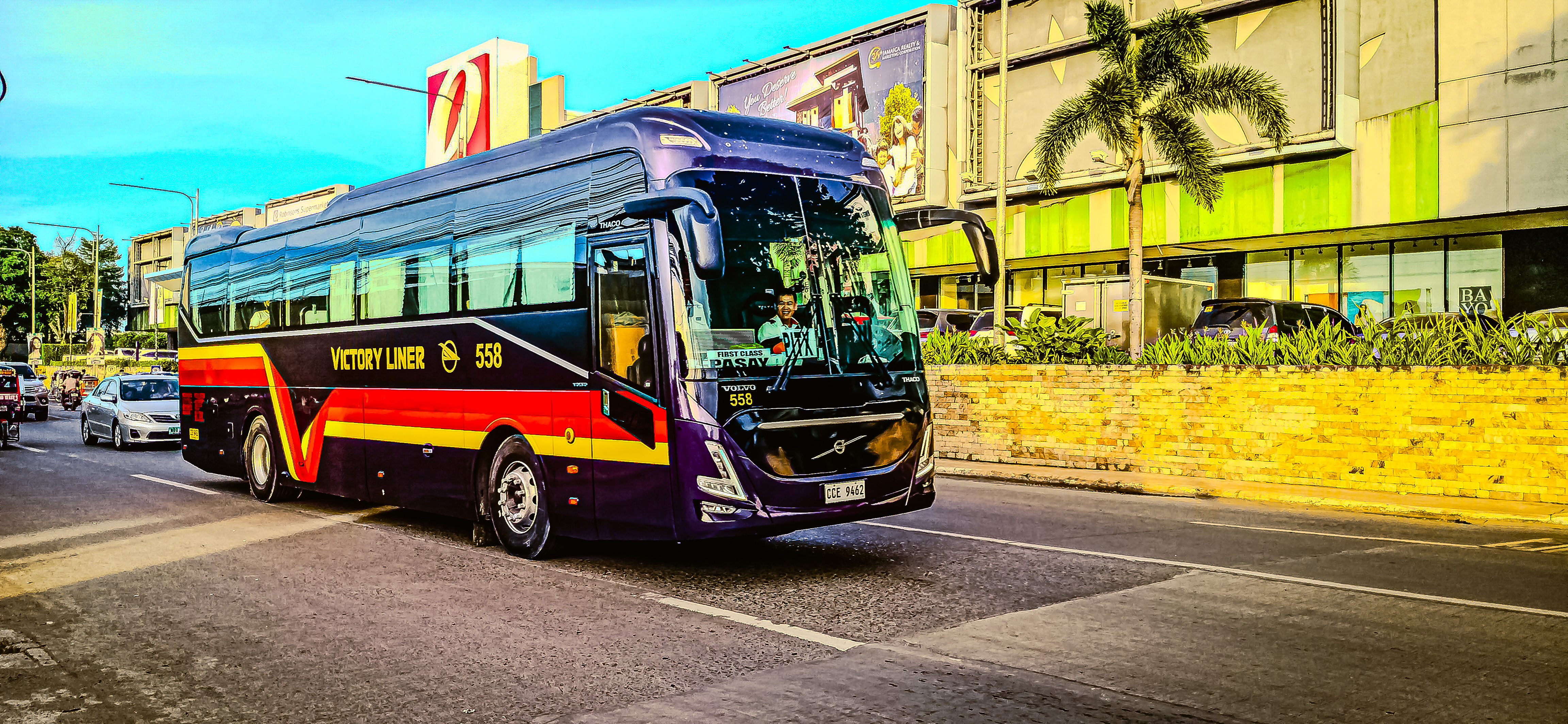
Volvo B8R